# 土方雄高
土方 雄高（ひじかた かつたか）は、伊勢国菰野藩の第2代藩主。
初代藩主土方雄氏の長男。初名は雄春。通称は勝五郎、杢助。
江戸で生まれたが、幼い頃に菰野へ送られ、そこで育てられた。寛永9年（1632年）に将軍徳川家光に初御目見する。寛永12年（1635年）3月に父の隠居により家督を相続する。
馬場や焔硝倉などを設置したり、家臣団の住居を定めたり、また商工業者を集めるなどして菰野陣屋やその城下の設備をすすめ、菰野藩諸法の制定も積極的に行った。また領内に見性寺を建立して、以後ここを土方家の菩提寺とした。さまざまな面で菰野藩政の基礎を築いたといえる。幕府の仕事としては院使や朝鮮通信使の饗応役をしばしば勤めている。

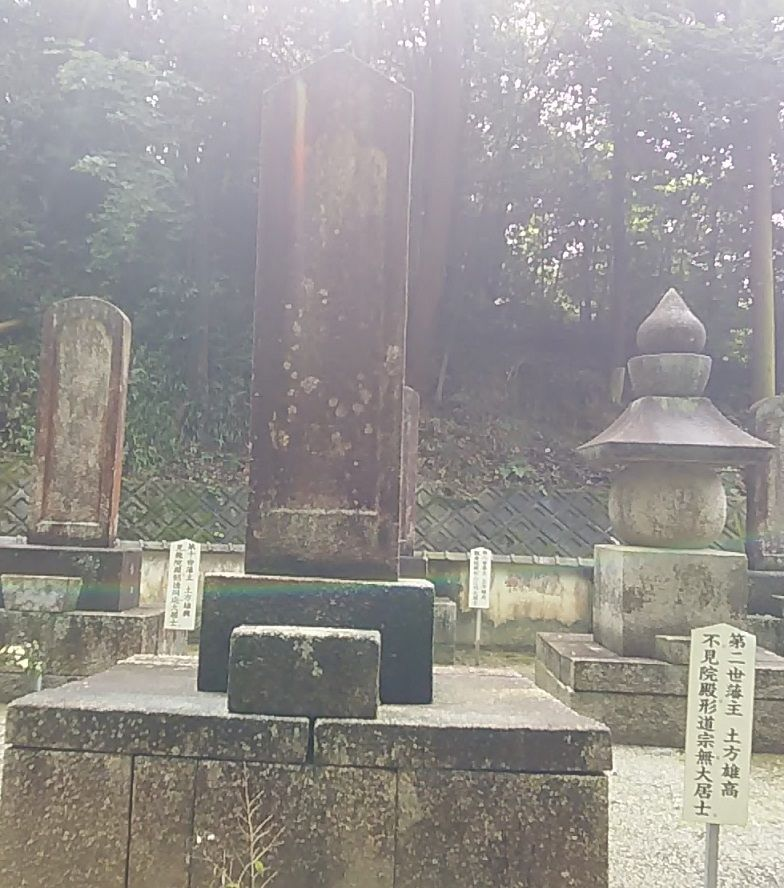
土方雄高の墓(菰野町見性寺)

慶安4年(1651年)9月8日に死去した。享年40。家督は弟氏久の三男である雄豊が継いだ。

## 系譜
父母
- 土方雄氏（父）
- 八重姫 ー 玉雄院、織田信雄の娘（母）

正室
- 鶴姫 ー 北条氏重の娘

子女
- 土方雄豊正室
- 永井直右正室
- 脇坂安道室

養子
- 土方雄豊 ー 土方氏久の三男